# Jean-Baptiste Biaggi
Jean-Baptiste Biaggi (* 27. August 1918 in Ponce, Puerto Rico; † 29. Juli 2009 in Cagnano, Korsika) war ein französischer Anwalt und rechtsgerichteter Politiker, der nacheinander für die Action française, die Résistance, den Gaullismus, die OAS und den Front national aktiv war.

## Leben

### Jugend
Biaggis Vater war wie viele andere Korsen im Gefolge des französischen Kolonialismus im Überseehandel tätig. Auf Puerto Rico geboren, wuchs er in Cagnano, dem Heimatort der Familie, auf. Nach eigenen Angaben fand er durch den Priester des kleinen Ortes und durch einen Seemann, die beide Abonnenten der Zeitschrift der Action française waren, zu dieser monarchistisch-nationalistischen rechtsextremen Bewegung. Während seines Studiums der Rechtswissenschaften in Paris wurde er Präsident des studentischen Verbandes der Action française und begrüßte in dieser Funktion deren Gründer Charles Maurras bei den jährlichen Banketten der studentischen Sympathisanten. 

### Zeit in der Résistance
1938 meldete er sich freiwillig zur Armee und wurde während der Schlacht um Frankreich zu Beginn des Zweiten Weltkrieges verwundet. Als dienstunfähig erklärt, wurde er zur Erholung nach Marseille geschickt, wo er zufällig auf Alain Griotteray traf, der ihn für ein Widerstandsnetzwerk anwarb und ihn damit beauftragte, den geheimen Briefverkehr mit Nordafrika zu organisieren, später organisierte er auch den Austausch von Informationen mit Spanien. Er gründete zu diesem Zweck das Netzwerk réseau Orion, das später im réseau Saint-Jacques aufging. Zusammen mit Robert Le Balle, Michel Alliot und Xavier Escartin organisierte er mit diesem Netzwerk vor allem die Flucht von Franzosen nach Spanien. Der Gestapo-Agent Serge Marcheret unterwanderte das Netzwerk, weshalb seine führenden Köpfe, darunter auch Biaggi am 14. Dezember 1943 von der Gestapo verhaftet wurden. Nach mehrmonatigen Aufenthalt in verschiedenen Gefängnissen und Folterkellern wurden Biaggi und seine Kameraden im März 1944 in Compiègne in einen Zug zur Deportation nach Bergen-Belsen geschickt. Aus diesem Zug konnte Biaggi dank der Hilfe eines Geistlichen, den er im Lager in Fresnes kennen gelernt hatte, fliehen und wurde anschließend vom Präfekten des Département Haute-Marne versteckt, der zwar ein Anhänger des Vichy-Regimes, aber wie er korsischer Herkunft war. Ausgestattet mit falschen Papieren konnte er nach Paris zurückkehren, wo er an der Seite der alliierten Truppen an der Befreiung der Hauptstadt teilnahm. Anschließend zog er mit den Fallschirmjägern des 4e commando de France nach Deutschland, wo er bei Belfort und im Elsass an Kämpfen beteiligt war, bei denen er verwundet wurde. Für diese militärischen Leistungen wurde er mit dem Croix de guerre und der Médaille de la Résistance ausgezeichnet. Biaggi erklärte immer wieder, dass sein Einsatz für die Résistance eine konsequente Fortführung der patriotischen und nationalistischen Ideen gewesen sei, die er bei der Action française verinnerlicht habe.

### Politische Laufbahn
1947 schloss er sich dem gaullistischen Rassemblement pour la France an und begann eine Karriere als Anwalt. 1956 gründete er die Vereinigung Volontaires de l’Union française, die sich im beginnenden Kalten Krieg als „patriotisch und anti-kommunistisch“ verstand. 1957 gründete er zusammen mit dem ebenfalls korsischstämmigen Abgeordneten Alexandre Sanguinetti den Parti patriote révolutionnaire, die die Rückkehr de Gaulles an die Macht vorbereiten sollte und während der innenpolitischen Krise nach dem Putsch der Generäle in Algier am 15. Mai 1958 verboten wurde. Nach der Rückkehr de Gaulles an die Macht wurde er 1958 für dessen Partei Union pour la Nouvelle République für den 14. Wahlkreis von Paris in die Nationalversammlung gewählt und behielt dieses Mandat bis 1962. Zusammen mit dem ehemaligen christdemokratischen Ministerpräsidenten Georges Bidault und anderen gaullistischen Abgeordneten gründete er am 20. November 1959 das Rassemblement pour l’Algérie française, um seiner Ablehnung der Unabhängigkeit Algeriens besonderen Nachdruck zu verleihen, nachdem de Gaulle in einer Fernsehansprache angekündigt hatte, dass die Algerier sich in Zukunft „selbst verwalten sollten“. Anfang 1960 trat er aus Protest gegen de Gaulles geänderte Haltung in dieser Frage aus der UNR aus und gehörte am 24. Januar dieses Jahres zusammen mit den Abgeordneten Pierre Lagaillarde und Marcel Ronda sowie dem Studenten Jean-Jacques Susini zu den aktivsten Aufrührern der semaine des barricades in Algier. Der Ausgang des Algerienkrieges machte aus Biaggi einen erbitterten Gegner von Charles de Gaulle und er war in den folgenden Jahren auch mit der Organisation de l’armée secrète verbunden.
Bei der Präsidentschaftswahl 1965 unterstützte er den nationalistischen Kandidaten Jean-Louis Tixier-Vignancourt, der vor allem der Vertreter der enttäuschten Algerienfranzosen (Pieds-noirs) war. In späteren Jahren unterstützte er Jean-Marie Le Pen und dessen Front national und setzte sich nach der Abschaffung der Todesstrafe in Frankreich 1981 für deren Wiedereinführung ein. Außerdem unterstützte er Alliance générale contre le racisme et pour le respect de l’identité française et chrétienne von Bernard Antony, eine Organisation aus dem rechtskatholischen Umfeld, die dem FN nahe stand.
Von 1965 bis 1983 war er außerdem Bürgermeister seines Heimatortes Cagnano auf Korsika – ein Mandat, das er auch nach seinem Rückzug aus der aktiven Politik behielt.
2003 wurde er von der damaligen Verteidigungsministerin Michèle Alliot-Marie, der Ehefrau seines einstigen Kameraden in der Résistance, zum Kommandeur der Ehrenlegion ernannt.
| Personendaten    | Personendaten                                        |
| ---------------- | ---------------------------------------------------- |
| NAME             | Biaggi, Jean-Baptiste                                |
| KURZBESCHREIBUNG | französischer Anwalt und rechtsgerichteter Politiker |
| GEBURTSDATUM     | 27. August 1918                                      |
| GEBURTSORT       | Ponce, Puerto Rico                                   |
| STERBEDATUM      | 29. Juli 2009                                        |
| STERBEORT        | Cagnano, Korsika                                     |